# آلفين كلاين
آلفين كلاين (بالإنجليزية: Alvin Klein)‏ هو صحفي أمريكي، ولد في 1938، وتوفي في 28 فبراير 2009 بسبب نوبة قلبية.